# Les Trois Cochons
Les Trois Cochons (titre original : The Three Pigs) est un album jeunesse écrit et illustré par David Wiesner et paru en 2001.

## Historique
L'écrivain reçut l'année suivante, et ceci pour la seconde fois de sa carrière, la médaille Caldecott pour cette œuvre Le livre est un détournement du célèbre conte du XVIIIe siècle Les Trois Petits Cochons : ici, les petits cochons en ont assez d'être mangés depuis des siècles. Ils décident de sortir de l'histoire et de visiter, sur leur avion de papier, bien d'autres contes. Ils rencontreront au gré de leur explorations des animaux divers, un chat musicien, un dragon gardien ou encore un loup prétentieux.
L'ouvrage reçoit le Prix Sorcières 2002 catégorie Album, et il figure dans la « Honour List » 2004, liste d'ouvrages jeunesse internationaux choisis par l'Union internationale pour les livres de jeunesse (IBBY).